# Новохайрузовський сільський округ
Новоха́йрузовський сільський округ (каз. Ново-Хайрузовка ауылдық округі, рос. Новохайрузовский сельский округ) — адміністративна одиниця у складі Улькен-Наринського району Східноказахстанської області Казахстану. Адміністративний центр — село Ново-Хайрузовка.
Населення — 970 осіб (2021; 1518 у 2009, 2460 у 1999, 3009 у 1989).
Станом на 1989 рік існувала Хайрузовська сільська рада (села Алибай, Новохайрузовка, Парамоновка, Приморське).

## Склад
До складу округу входять такі населені пункти:
| Населений пункт       | Старі назви    | Населення, осіб (1989) | Населення, осіб (1999) | Населення, осіб (2009) | Населення, осіб (2021) |
| --------------------- | -------------- | ---------------------- | ---------------------- | ---------------------- | ---------------------- |
| Алибай, село          | -              | 368                    | 254                    | 118                    | 42                     |
| Кундизди, село        | Парамоновка    | 371                    | 221                    | 117                    | 11                     |
| Ново-Хайрузовка, село | Новохайрузовка | 1810                   | 1652                   | 1084                   | 789                    |
| Приморське, село      | -              | 460                    | 333                    | 199                    | 128                    |